# Фоллоу-фокус
Фо́ллоу-фо́кус (англ. Follow Focus) — устройство управления фокусировкой объектива, используемое в киносъёмочных аппаратах, видеокамерах и цифровых кинокамерах. Фоллоу-фокус выполняет эргономическую функцию, повышая удобство работы кинооператора или фокус-пуллера (1-го ассистента оператора, англ. Focus Puller), а также позволяет осуществлять фокусировку при помощи дистанционного управления. Главная функция фоллоу-фокуса — предотвращение тряски при фокусировке и перевод вращения рукоятки в плоскость, параллельную оптической оси объектива.

## Устройство
Фоллоу-фокус позволяет приблизить эргономику современных компактных киносъёмочных аппаратов и видеокамер к устройству штативных аппаратов для синхронной киносъёмки, в которых использовался такой механизм наводки в течение десятилетий, став профессиональным стандартом.
Этот стандарт обусловлен также особенностями технологии кинопроизводства, когда фокусировка осуществляется только вручную на основе предварительной разметки снимаемой сцены с измерением расстояний специальной рулеткой. Такой порядок работы позволяет избежать «промахов» и «доводок» фокусировки, недопустимых в профессиональном кинематографе.
Принцип действия основан на передаче вращения специальной рукоятки к кольцу фокусировки объектива через систему шестерён. Оправы большинства киносъёмочных и телевизионных объективов оснащаются зубчатым венцом с зубьями трёх основных стандартов: шагом 0,5, 0,6 и 0,8 мм. Это позволяет использовать фоллоу-фокусы, устанавливая шестерню привода соответствующего стандарта из комплекта устройства. 
Рукоятка снабжается специальным маркировочным кольцом белого цвета для нанесения меток фокус-пуллера фломастером. Фоллоу-фокус почти всегда используется при установке камеры на штатив и крепится на стандартную площадку Studio Bridge Plate вместе с компендиумом и прочим «обвесом». Наиболее распространённые модели устройства бывают как односторонними (с одной рукояткой), так и двухсторонними, а также позволяют регулировать угол поворота изменением передаточного отношения. 
Для быстрого перевода фокуса рукоятка может дополняться съёмной кривошип ручкой.
В настоящее время фоллоу-фокусы получают распространение для киносъёмки при помощи цифровых однообъективных зеркальных фотоаппаратов, повышая качество получаемого изображения.